# 格查戰士
格查戰士（西班牙語：güecha）是前哥倫布時期穆伊斯卡邦聯於Tenza谷、烏瓦克谷與昆迪博亚卡高原的戰士。格查戰士以態度與體格來選拔，並非是靠階級。有著獨特的社會地位並著有金子、羽毛、墨水裝飾。

## 詞源
在奇布查语中，「güecha」可能意為「屋之人」、「人民之人」、或「致死之人」的意思，也可能表示「有不同母親的兄弟」或「叔叔」。